# 盘古镇 (青县)
盘古镇，是中华人民共和国河北省沧州市青县下辖的一个乡镇级行政单位。
2016年，河北省民政厅批复同意撤销盘古乡，设立盘古镇，镇人民政府驻大盘古村商贸街66号。

## 行政区划
盘古镇下辖以下地区：
大盘古村、官庄村、李家营村、北柳村、堤下头村、南柳村、前阁上营村、吴家院村、苏家院村、和睦庄村、白庄子村、魏庄子村、小盘古村、大兴庄村、苟王庄村、后阁上营村、西王营村、儒林村、林庄子村、金家营村、苗村、园里村、东王营村、小辛庄村、曹辛庄村、王黄马村、塔寺庄村、孙家楼村、四窝头村、北渔二庄村和马家庄村。